# حمام المقعدة

حمَّام المِقعدة (بالإنجليزية: Sitz bath) هي إحدى أقدم طُرق علاج البواسير، أو تخفيف الآثار الناتجة عنه. وهو حمام مائي بوضع الورك بالماء لفترة معينة. بالإضافة للبواسير يُستخدم حمام المقعدة لتخفيف الآلام الناتجة عن الشقوق الشرجية وجراحة المستقيم وشق المهبل وتشنجات الرحم، والشد العضلي، والتهاب الأمعاء، والتهابات كل من المثانة أو البروستاتا أو المهبل. وهو يعمل على زيادة تدفق الدم للمنطقة وتنظيفها.